# Senelec

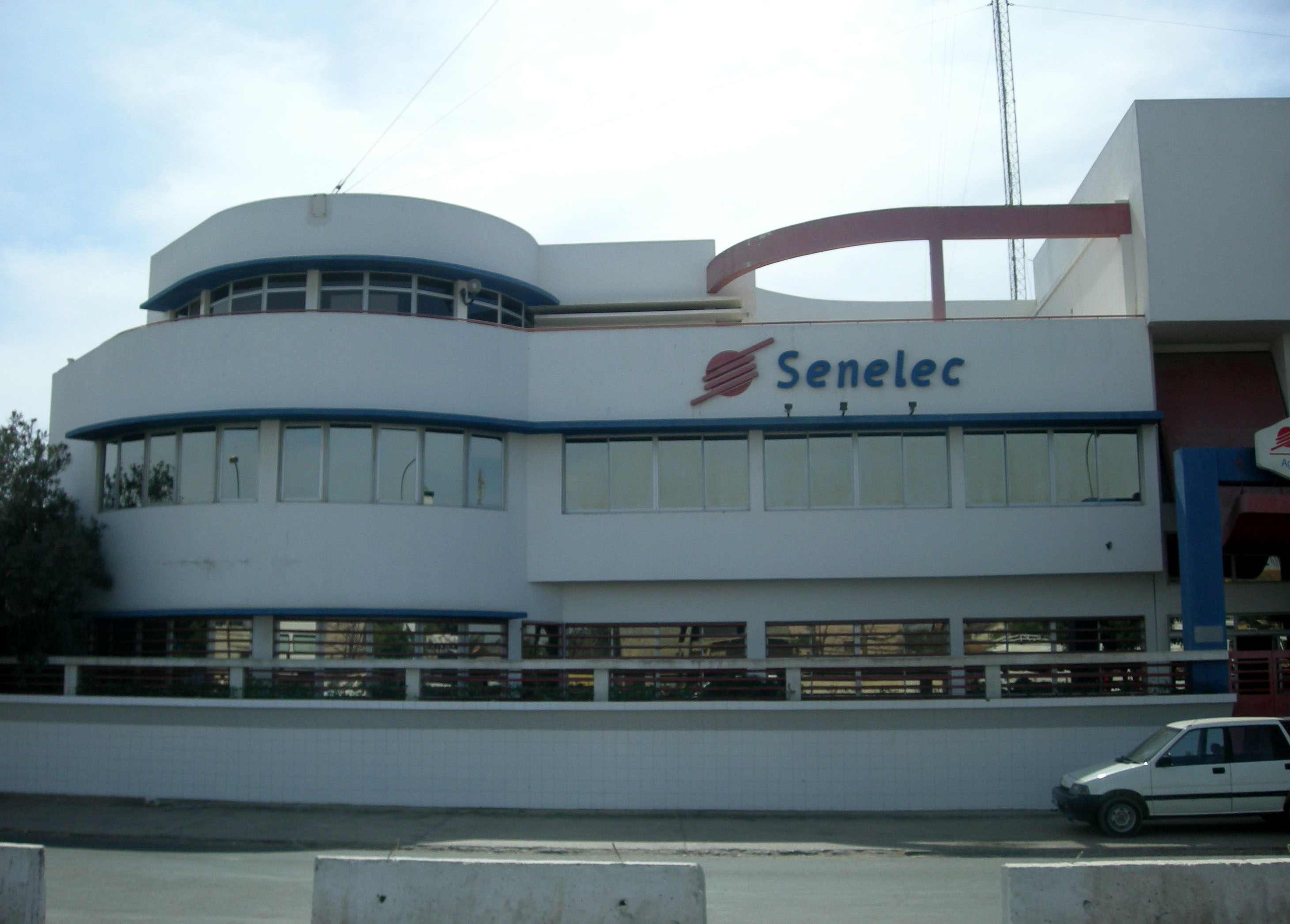
Niederlassung der Senelec in Rufisque

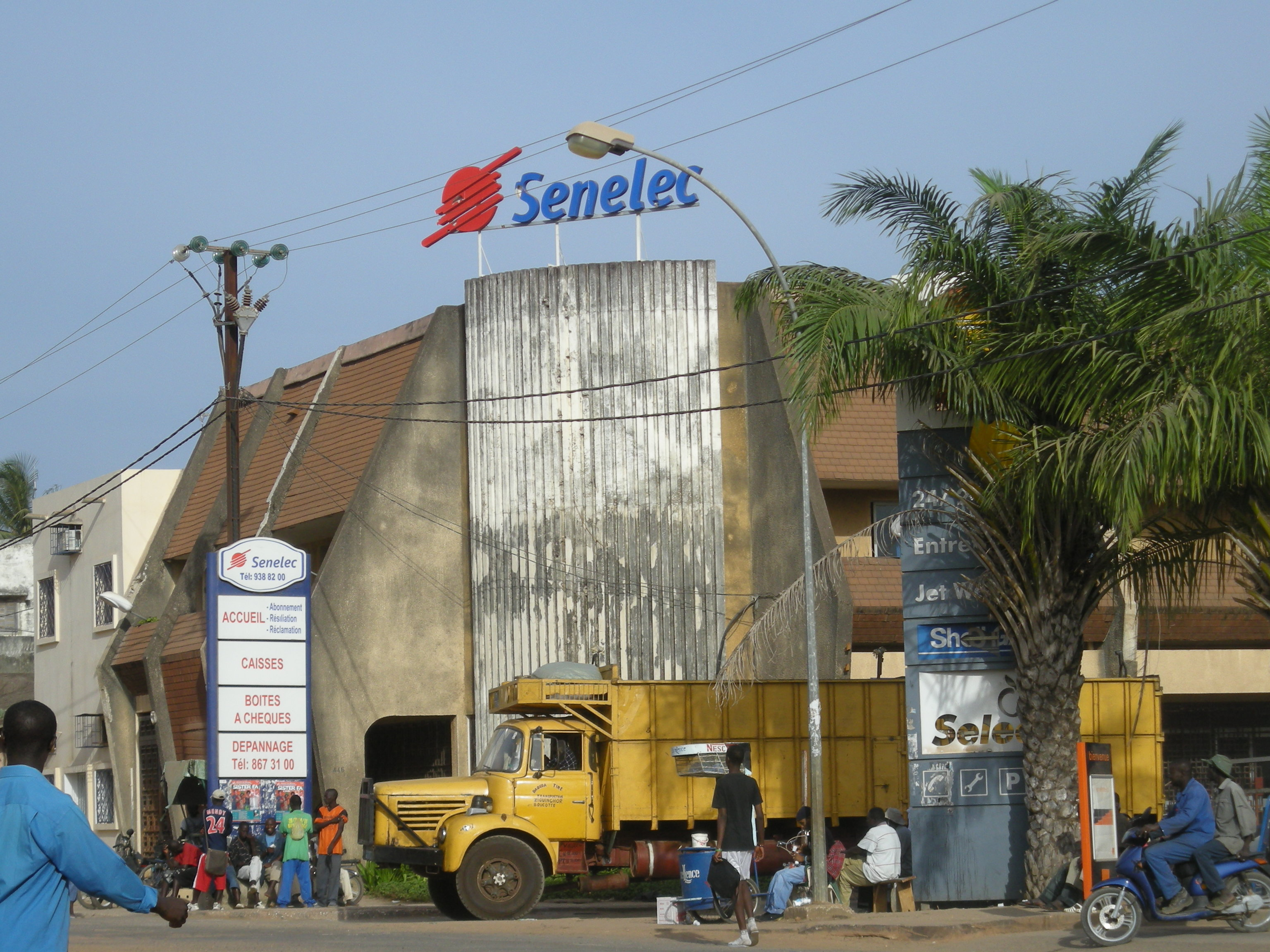
Niederlassung der Senelec in Ziguinchor

Die Senelec oder Société nationale d’électricité du Sénégal (deutsch: Nationale Elektrizitätsgesellschaft des Senegal) betreibt als Aktiengesellschaft in mehrheitlichem Besitz der öffentlichen Hand Kraftwerke und ein Verbundnetz im westafrikanischen Staat Senegal und ist der wichtigste Stromversorger des Landes.

## Geschichte
Die Senelec wurde 1983 durch eine Fusion der beiden Unternehmen EDS (Électricité du Sénégal) und EEOA (Compagnie des Eaux et Électricité Ouest Africain) per Gesetz geschaffen, nachdem der Staat die Mehrheit an beiden Gesellschaften erworben hatte. Die Senelec ist mit einem Stammkapital von 175 Milliarden CFA-Franc ausgestattet.

## Infrastruktur und Produktion
Der Hauptsitz der Senelec ist 28 Rue Vincens, Dakar, Stadtbezirk Dakar Plateau. Über das Land verteilt gibt es sechs Hauptniederlassungen.
Das Verbundnetz der Senelec verfügt über eine installierte Leistungskapazität von 1046 MW, die zu knapp 75 Prozent aus fossilen Brennstoffen erzeugt wird. Der Anteil der Solarenergie ist inzwischen auf knapp 10 Prozent gestiegen. Im Jahr 2016 hatte das Unternehmen einen Umsatz von 2,875 Milliarden Kilowattstunden elektrische Energie (2875 GWh).
554 MW kann Senelec in eigenen Kraftwerken erzeugen. Der größte Kraftwerkspark der Senelec ist Cap des Biches in Rufisque Ouest, wo in mehreren Kraftwerksblöcken eine Leistung von über 340 MW installiert ist. An zweiter Stelle steht Bel Air im Stadtbezirk Hann-Bel Air der Metropole Dakar mit 134 MW.